# ゴル＝ゴロスとグロス＝ゴルカ
ゴル＝ゴロスとグロス＝ゴルカは、クトゥルフ神話に登場する神。
初登場はロバート・E・ハワードの1931年作品『バル＝サゴスの神々』。アトランティスの残滓と伝わる大西洋上の古王国バル＝サゴスで崇められていた。
ハワード神話の無名の邪神たちについても解説する。

## 概説
この2神がクトゥルフ神話の神々の一員となったのはリン・カーターとロバート・M・プライスによるが、その経緯は少々複雑なものになっている。

## 「バル＝サゴスの神々」
WT1931年10月号に掲載されたハワードの短編。エリンの戦士ターロウ・オブライエンのシリーズの1つ。
大西洋上の島にあった古王国バル＝サゴスで崇められる神々が登場する。
神々と言われているが、作中で登場・言及があるのは2神のみ。
ゴル＝ゴロス (Gol-goroth)
暗黒神。バル＝サゴスで崇拝される神々の主神とされる。本作では石像しか登場せず、その姿も明らかでない。
グロス＝ゴルカ (Groth-golka)
鳥の神。怪鳥の姿をしている。ターロックとアゼルスタンに討ち取られた。

## ハワード神話の邪神
ハワード神話のクリーチャー種族の例はヴァルーシアの蛇人間と大地の妖蛆であるが、個別の作品には個別の邪神・怪物が登場している。そしてハワードは怪物に名前をつけなかった。それら名前のない邪神たちについて解説する。

### バル・サゴスの神々
ゴル＝ゴロスの神像、怪鳥グロス＝ゴルカ、ゴル＝ゴロスの神官が造り出した怪物が登場する。

### 黒の碑
蟇蛙じみた怪物。ハンガリーのズトゥルタン村で、半人間の者たちによって「黒の碑」と共に崇拝された。神官の装身具として黄金の小偶像が作られた。狂宴で御名（らしきもの）を呼ばれたが、語り手は聞き取れず、名は不明である。16世紀に同地を訪れたトルコ軍に発見され、イスラムの聖剣と太古の呪文で退治された。ジャスティン・ジョフリの詩に暗示される。
固有名詞ズトゥルタンが地名に使われており、またズトゥルタンとは彼ら半人間を指す呼称でもある。作中では黒の碑に刻まれた記号群が中米ユカタン半島のとある巨岩に刻まれていたものに似ているという説明がある。
- プライス説ではゴル＝ゴロスとされる。ヒキガエルに似ていることでツァトゥグァの化身とする説については、プライスが否定している。
- クトゥルフ神話TRPGにおいて、本作の怪物はゴル＝ゴロスとされる。

### 屋根の上に
触角と蹄を備え、嘲笑する怪物。悪臭ある粘液を残す。中米ホンジュラス密林の「蟇の神殿」で古代人に崇拝された。神殿遺跡では大神官のミイラが「蟇形の赤い宝玉」を持っており、この宝玉は地下神殿の宝の鍵だという。宝玉を吊るす銅の鎖には古代文字が刻まれており、ハンガリーの黒の碑に刻まれている文字に似ている。ジャスティン・ジョフリの詩に暗示される。無名祭祀書の初版には「神殿の神こそ神殿の霊宝なり」と記されており、宝玉を持ち帰った人物は怪死を遂げた。
この神を崇めていた古代人の詳細は不明である。中米原住民とは異なり、白人の到来以前に絶滅している。断片的な描写から大地の妖蛆とおぼしい。
先述したように、古代文字を介して、ハンガリーの黒の碑（黒の碑）、中米ユカタン半島（黒の碑）、中米ホンジュラスの蟇の神殿（本作）が関係性がほのめかされている。
- プライス説ではゴル＝ゴロスとされる。
- クトゥルフ神話TRPGにおいて、本作の怪物が「ツァトゥグァの末裔（Scions of Tsathoggua）」と名付けられた。しかしツァトゥグァの末裔の解説ではゴル＝ゴロスとの関係が示唆され、混同もある。なおプライスはツァトゥグァ説を否定している。

### 大地の妖蛆
暗黒のものども。黒の碑を神体とする集団。ダゴンやルルイエ（やクトゥルフ）の名に連なる。
「大地の妖蛆」のようであるが、本作ではかなり化物じみた強力なやつらとして描写されており、他作品よりも明らかに強い。

### 妖蛆の谷
「蛆」と表現される。小山ほどもある巨体で、白くブヨブヨしており、幅広の平べったい触手、肉質の触角、一本の長い口吻、他にも奇怪な器官類を具える。リング状の中に40個の眼が密集し、1個がさらに無数の複眼で構成され、玉虫色の色彩に絶え間なく変化する。邪悪な知能を有する。
大地の妖蛆に召喚された怪物であり、地底を移動する。最終的にアサ神族の勇者ニオルドに討伐された。

### アッシュールバニパルの焔
異次元に隠れ潜む。目撃者によると「見たのは背中だけ」「巨大で黒々とした影のよう」「蟇に似ており、翼と触腕がある」、また足跡は「はっきりした形のない大きな足跡で、人間のものでも獣のものでもない、鉤爪のある不格好なもの」。
赤い宝石（アッシュールバニパルの焔と名付けられる）を守護する魔物である。元は未開の洞窟に住んでいたが、宝玉が移動したため、古代都市カラ＝シェールに潜むようになる。宝石を盗もうとした者を殺す。クトゥルフ、コス、ヨグ＝ソトースなどに連なる太古の支配者であるらしい。
プライスは言及していない。ただ個別の要素は『黒の碑』『屋根の上に』の怪物に似ている。朱鷺田祐介はツァトゥグァと解釈している。
固有名詞ズトゥルタンが人名に使われており、この怪物から宝玉を盗んだ魔道士の名である。また本作では固有名詞コスが神名に使われている（本当に神名とするかは解釈次第）。

### 墓はいらない
有翼で爪ある怪物。人に化ける。コスの暗黒王マリク・タウスに連なる。
本作では固有名詞コスが地名に使われている。

### 闇に潜む顎
外世界から来た吸血生物。蹄があり、どんな獣にも似ていない。食べるほど巨大化する。外傷で殺された後も、発光する流動体と化して周囲に広がろうとする。最終的には焼き滅ぼされている。

## ゴル＝ゴロス
闇の神ゴル＝ゴロス、または鳥の神ゴル＝ゴロス。

### ハワードのゴル＝ゴロス
名前の初出はWT1931年4・5月合併号掲載作品『夜の末裔』で、掘り下げがあったのがWT1931年10月号掲載作品『バル＝サゴスの神々』である。バル＝サゴスで崇拝されていた神々の中ではもっとも強大であるという。ハワードの作品ではゴル＝ゴロスの姿は明らかにされていない。
『夜の末裔』ではゴル＝ゴロスへの言及があり、登場人物が20世紀までゴル＝ゴロス信仰が生き残っているとは思えないという旨の発言をしている。だが並んで名を挙げられているクトゥルフの信仰が生き残っているのだから、ゴル＝ゴロス信仰についてもわからない。

### カーターとプライスのゴル＝ゴロス
リン・カーターの『The Fishers from Outside（外世界からの漁師）』に鳥の神が登場するが、初期版では鳥の神ゴル＝ゴロスだが、没後の修正版では鳥の神グロス＝ゴルカとなり、2通りある。ゴル＝ゴロスがグロス＝ゴルカに変わった。カーターの遺著管理人ロバート・M・プライスによると、前者はカーターの間違いだったのだと言い、同作の再録時に全て置き換えた。
またプライスは、ハワードの『黒の碑』『屋上の怪物』に登場する魔物もゴル＝ゴロスであるという説を提唱する。この説が広まり、容姿が不明であった（鳥は間違いであった）ゴル＝ゴロスは、今日ではヒキガエルのような姿をしていると見なされることが多い。
世界各地の黒の碑カルトの大地の妖蛆どもが信仰する神が、ゴル＝ゴロスであるらしい。ハワード神話に登場する半人間が、大地の妖蛆と判明しているパターンと、大地の妖蛆かどうか不明なパターンがあるため、このあたりも曖昧である。
カーター設定に基づくと、ゴル＝ゴロス（またはグロス＝ゴルカ）はムノムクアの兄弟である。カーターの『深淵への降下』（エイボンの書の一部という体裁）ではゴル＝ゴロスの眷属としてシャンタク鳥の長クームヤーガが挙げられている。クトゥルフ神話TRPGのモンスターガイド『マレウス・モンストロルム』でもほぼプライス説に準拠する。。

### ゴル＝ゴロスではなくツァトゥグァ説
その一方で、クラーク・アシュトン・スミスが創造した邪神ツァトゥグァは、ヒキガエルに形容され、また知名度が高い。そのためにゴル＝ゴロスなどハワード神話に登場する何体かの怪物は、プライス説のゴル＝ゴロスを採用せずに、ツァトゥグァと同一視・混同されることがある。

## グロス＝ゴルカ
鳥の神グロス＝ゴルカ。
『バル＝サゴスの神々』のグロス＝ゴルカは怪鳥であり、作中で退治されている。
カーターの『The Fishers from Outside』（未訳）にて、鳥の神グロス＝ゴルカが登場する（初期の版ではゴル＝ゴロスの名前だったが、修正されてグロス＝ゴルカの名前になった）。他の説明はゴル＝ゴロスと重複するため割愛する。
クトゥルフ神話TRPGのモンスターガイド『マレウス・モンストロルム』では、グロス＝ゴルカには外世界からの漁師（あの世からの漁夫）が奉仕する。

## 鳥の眷属
グロス＝ゴルカ（またはゴル＝ゴロス）には鳥の眷属がいる。シャンタク鳥、外世界からの漁師、クームヤーガのことであるが、設定が錯綜しており、カーターとクトゥルフ神話TRPGで別物となっているため、併記する。
- リン・カーター - シャンタク鳥の異称が外世界からの漁師である。外世界からの漁師の長がクームヤーガである。クームヤーガは一本足に一つ目の外世界からの漁師（シャンタク鳥）である。クームヤーガは鳥の神ゴル＝ゴロスまたはグロス＝ゴルカに仕える。
- マレウス・モンストロルム[11][12] - シャンタク鳥と外世界からの漁師は別種生物である。外世界からの漁師は一本足の鳥である。外世界からの漁師が鳥の神グロス＝ゴルカに仕える。クームヤーガは出てこない。